# Norte caucano
Norte del Cauca es una de las cinco subregiones que se subdivide el departamento colombiano del Cauca; está conformada por los siguientes municipios:
- Buenos Aires
- Caloto
- Corinto
- Guachené
- Miranda
- Padilla
- Puerto Tejada
- Santander de Quilichao
- Suárez
- Villa Rica
- Jambaló

A las personas que habitan estos municipios se le conoce como ”nortecaucanos”